# Paeon ferox
Paeon ferox är en kräftdjursart som beskrevs av C. B. Wilson 1919. Paeon ferox ingår i släktet Paeon och familjen Sphyriidae. Inga underarter finns listade i Catalogue of Life.